# Ritorno del figliol prodigo (Mattia Preti Capodimonte)
Il Ritorno del figliol prodigo è un dipinto olio su tela (255 × 367 cm) di Mattia Preti eseguito nel 1656 circa e conservato presso il Museo nazionale di Capodimonte a Napoli.

## Storia e descrizione
Il dipinto proviene dalla collezione di Diomede Carafa, V duca di Maddaloni, dov'erano altre quattro opere di Mattia Preti: la Cananea, oggi a Stoccarda, il Cristo precipita Satana, a Capodimonte, il Cristo tentato da Satana, nella chiesa dell'Annunciata di Maddaloni, e il Cristo e il centurione, oggi a Palermo. Dalle fonti d'archivio risulta a tal proposito un pagamento del duca Carafa verso il Preti pari a 220 ducati per cinque opere da eseguire; presumibilmente si ritiene che la somma era inerente proprio le cinque tele appena citate.
Successivamente il dipinto, con altri due della collezione Carafa (il Cristo e il centurione e il Cristo precipita Satana) entra nelle raccolte del giudice civile di Napoli, Francesco Antonio Roberti, fin poi a passare, nel 1819, dietro acquisto di complessivi 2.000 ducati per tutte e tre le tele pretiane, nella collezione Borbone.
Il soggetto biblico riprendente la parabola del figliol prodigo fu tra i più ripetuti da Mattia Preti. Oltre a quella di Capodimonte, che per dimensioni è la maggiore di tutte, esistono infatti altre tre redazioni della scena, tutte databili al periodo napoletano: in ordine cronologico, una al museo di Le Mans (del 1650 circa), un'altra conservata alla Pinacoteca di Reggio Calabria (del 1656 circa), e un'altra ancora, stilisticamente la più "matura", al Palazzo Reale di Napoli (databile al 1658 circa).
Il quadro, che fonde magistralmente i modi caravaggeschi con quelli della pittura veneziana, si ispira alla parabola del figlio prodigo contenuta nella Bibbia. La scena ritratta raffigura il momento in cui il figlio giunge dal padre e invoca il perdono, inginocchiato dinanzi a esso. Rispetto all'altra versione napoletana, questa appare più concitata e teatrale, con un cospicuo numero di personaggi. Tra questI vi sono le figure femminili che incorniciano la scena, speculari tra loro, due a destra lato fronte, e due a sinistra lato retro, sullo sfondo sono invece disposti nella penombra architetture, nubi e figure di personaggi non identificati, tra cui un servo con un bue, particolare quest'ultimo che verrà ripreso anche nella successiva edizione di Palazzo Reale, in basso è un cane, che compare anche in un'altra tela del Preti, nella Madonna di Costantinopoli, mentre in alto, alle spalle del protagonista, infine, si innalza una statua antica, con molta probabilità identificata nella Flora Farnese.